# 李善 (成化進士)
李善（1444年—1525年），字宗元，陝西鳳翔府隴州人，民籍，明朝政治人物。曾上疏彈劾太監梁芳。

## 生平
早年出身州學生，成化十三年（1477年）丁酉科陝西鄉試第二十二名。成化十四年（1478年）戊戌科會試第一百九名，殿試登進士第三甲第一百三十九名。授行人司行人，升南京广西道監察御史。弘治初丁忧，服阕，四年（1491年）十月復除浙江道御史，五年巡按辽东，七年正月出为河南按察司佥事，以修河功进秩，丁忧归。十一年七月起復，復除湖广按察司佥事，十三年七月升山东副使，整饬临清兵备，十五年十月录其修河及擒贼功，加俸二级，十七年（1504年）九月升山西按察使。
正德二年（1506年）四月升任為四川右布政使，九月轉左布政，三年四月升南京都察院右副都御史，四年五月升南京刑部右侍郎，正德五年（1510年）六月，升任南京工部尚书，监修孝陵，刘瑾倒台後，五年八月被御史舒晟弹劾，令致仕。嘉靖四年（1525年）八月卒，年八十二，進階光祿大夫。

## 家族
曾祖李惟中，贈監察御史。祖父李昇，曾任按察司副使。父李溥，曾任倉大使。母冯氏。具慶下。